# Покровка (Острогожский район)
Покровка — село в Острогожском районе Воронежской области. Входит в состав Коротоякского сельского поселения.
| 2000 | 2005  | 2008  | 2010  |
| ---- | ----- | ----- | ----- |
| 2096 | ↘2057 | ↘1809 | ↘1746 |

## География
Расположено на правом берегу высохшей реки Коротоячки, на юго-восточной окраине села Коротояк, в километре от реки Дон.

## Известные жители и уроженцы
- Бушманов, Василий Борисович (род. 1932) — Герой Социалистического Труда.